# گویش‌های گرمسیری
گرمسیری یا بندری مجموعه‌ای از گویش‌های زبان فارسی است که در جنوب ایران در استان‌های هرمزگان و کرمان بدان تکلم می‌شود.  همچنین در جمع‌های کوچکی در کشورهای شورای همکاری خلیج فارس نیز به صورت غیر رسمی به آن سخن گفته می‌شود.
گویش‌های گرمسیری همچنین با کمزاری، لارستانی (اچمی) و بشاگردی ارتباط نزدیکی دارند.

## گونه‌ها
گونه‌ها و گویش‌های گرمسیری عبارتند از:
گرمسیری مرکزی و غربی:
- گروه بندرعباسی: بندری، خمیری، لنگه ای، کنگی، فینی، سورویی (سوروچی)، چهوازی، اشمی
- گروه مینویی: مینابی، هرمزی، بند زرکی، شهری
- گروه کشمی (قشمی): کشمی (قشمی، جزیرتی)، هَنگامی
- گِلَنگی (گلنگلی)
- لوتی (کولی، لولی و یا پهلوونی هرمزگان)

گرمسیری شرقی:
- گروه رودباری: رودباری (هلیل‌رود)، کهنوجی
- گروه رودانی: رودانی، رودخونه ای، جغینی (جگینی)
- گروه بشاگردی: بشاگردی (بشگردی یا بشکردی)
- گروه جیرفتی: جیرفتی
- مُحْمِدی (مهملی)
- کورتا (کُرتَه)

گرمسیری شمالی:
- حاجی آبادی

گرمسیری جنوبی:
- گروه کمزاری: کمزاری (لارکی)

کهنوجی و جیرفتی به هم نزدیکند، اما جیرفتی تحت تأثیر فارسی کرمانی قرار گرفته‌است و در حال جایگزینی است.
لوتی یا پهلوونی توسط مردم کولی صحبت می‌شود. شباهت های بسیاری با بندری دارد. برخی بنا بر گزارش‌ها از طریق معکوس کردن هجاها و موارد مشابه اصلاح شده‌اند. «پهلوونی» درون‌نام آن است.
کورتا از نظر دستوری شبیه سایر گونه‌های بندری است، اما واژگان آن به زبان بلوچی نزدیکتر است و اکنون در حال انقراض است.